# Mohelencyrtus acuminatus
Mohelencyrtus acuminatus är en stekelart som beskrevs av Hoffer 1969. Mohelencyrtus acuminatus ingår i släktet Mohelencyrtus och familjen sköldlussteklar.
Artens utbredningsområde är:
- Bulgarien.
- Tjeckien.
- Slovakien.
- Kroatien.

Inga underarter finns listade i Catalogue of Life.